# Condado de Riley
O Condado de Riley é um dos 105 condados do estado americano de Kansas. A sede do condado é Manhattan, e sua maior cidade é Manhattan. O condado possui uma área de 1 611 km² (dos quais 32 km² estão cobertos por água), uma população de 62 843 habitantes, e uma densidade populacional de 40 hab/km² (segundo o censo nacional de 2000). O condado foi fundado em 25 de agosto de 1855.